# 須永和男
須永 和男（すなが かずお、1957年8月11日 - ）は、日本の外交官。防衛省防衛政策局次長、ASEAN政府代表部特命全権大使等を経て、駐カタール特命全権大使。

## 人物・経歴
群馬県山田郡大間々町（現・みどり市）出身。1976年に群馬県立桐生高等学校を卒業。1980年に一橋大学法学部を卒業し、外務省に入省する。1997年外務省北米局日米安全保障条約課企画官、1998年外務省経済局国際エネルギー課長。日米安全保障条約課企画官時代は、鳥島射爆撃場劣化ウラン弾事件現地調査団キャップとして、環境影響評価を行なった。
2000年内閣官房安全保障･危機管理室内閣審議官。内閣官房情報セキュリティ対策推進室副室長を経て、2002年外務省経済協力局調査計画課長、2003年コロンビア大学国際公共政策大学院（SIPA）プロフェッショナルフェロー兼ニューヨーク領事、2004年国際連合日本政府代表部公使、2007年在アラブ首長国連邦日本国大使館公使。
2009年外務省官房参事官兼国際協力局、南アジア部、2010年外務省官房参事官兼国際協力局、生物多様性条約第10回締約国会議（COP10）日本準備事務局事務局長、2010年外務省大臣官房審議官兼国際協力局、2011年防衛書記官・防衛省防衛政策局次長、2013年4月アトランタ総領事。2016年2月11日付で東南アジア諸国連合日本政府代表部特命全権大使。2019年駐カタール特命全権大使、2021年11月5日同依願免官。2022年防衛省防衛研究所特任上席研究官。

## 同期入省
- 末松義規（12年内閣府副大臣・96年衆議院議員）
- 石井正文（17年インドネシア大使・13年国際法局長）
- 大村昌弘（17年フィジー大使）
- 川村裕（20年ノルウェー大使・18沖縄大使・14年コートジボワール大使）
- 越川和彦（16年JICA副理事長・14年スペイン大使・12年官房長）
- 鈴鹿光次（16年アフガニスタン大使）
- 鈴木康久（18年ニカラグア大使・16年レオン総領事）
- 山田文比古（08年東京外国語大学教授）
- 片上慶一（17年イタリア大使・16年外務審議官（経済担当））
- 北野充（14年ウィーン代表部大使・12年軍縮不拡散・科学部長・19年アイルランド大使）
- 石川和秀（14年フィリピン大使・12年南部アジア部長）
- 藤原聖也（14年アルジェリア大使）
- 山崎純（18年シンガポール大使・15年スウェーデン大使・14年儀典長）
- 渡邉正人（17年ブルガリア大使・15年バングラデシュ大使）
- 堀之内秀久（19年オランダ大使・16年カンボジア大使・14年ロサンゼルス総領事）
- 野田仁（18年ルーマニア大使・15年エクアドル大使）
- 髙橋礼一郎（18年オーストラリア大使・15年ニューヨーク総領事・11年アフガニスタン大使）
- 葉室和親（12年トンガ大使）
- 井出敬二（17年北極担当大使・13年クロアチア大使）
- 小原雅博（15年東京大学法学部教授・13年上海総領事）
- 姫野勉（17年ガーナ大使）
- 平石好伸（17年チリ大使・14年ジンバブエ大使）
- 水谷章（19年オーストリア大使・17年立命館アジア太平洋大学教授）
- 齊藤貢（18年イラン大使・15年オマーン大使）